# سوزان غيرهارت
سوزان غيرهارت (بالإنجليزية: Susan Gerhart)‏ هي عَالِمَة حاسوب أمريكية، ولدت في عقد 1950.